# مارداني (فلم)
مارداني (بالإنجليزية: Mardaani) هو فيلم إثارة وأكشن هندي باللغة الهندية صدر عام 2014 من إخراج براديب ساركار وإنتاج أديتيا تشوبرا.  الفيلم من بطولة راني موخرجي، مع جيسو سينجوبتا، طاهر راج باسين وساناند فيرما في الأدوار الداعمة. تدور القصة حول شيفاني شيفاجي روي، وهي شرطية اهتمامها بقضية فتاة مراهقة مختطفة يقودها إلى الكشف عن أسرار الاتجار بالبشر من قبل المافيا الهندية.
صدر الفيلم في دور العرض في 22 أغسطس 2014، وحصل على مراجعات إيجابية، مع الثناء على أداء موخيرجي، وحقق نجاحًا تجاريًا. وتبعه تكملة بعنوان مارداني 2 في عام 2019. بعد نجاح مارداني 2، أعلنت دار الإنتاج في ديسمبر 2019 عن الدفعة الثالثة المحتملة في سلسلة مارداني بعنوان مارداني 3، مع إعادة راني موكرجي دور شيفاني شيفاجي روي. كان الفيلم هو الفيلم الأخير الذي أخرجه ساركار تحت شركة ياش راج فيلم، قبل وفاته في 24 مارس 2023.

## حبكة
يبدأ الفيلم بعملية سرية للشرطة يديرها شيفاني شيفاجي روي، مفتشة الجرائم الكبرى في شرطة مومباي، من أجل القبض على قواد يدعى رحمن من مخبئه. تقتحم المكان مع فريقها وتعتقل رحمن وتنقذ عشيقته. تعيش شيڤاني مع زوجها، الدكتور بيكرام روي، وابنة أختها المراهقة، ميرا. قبل الفيلم، أنقذت فتاة يتيمة تدعى بياري من أن يبيعها عمها، وبدأت في الاعتناء بها مثل ابنتها. ذات يوم، تكتشف شيڤاني أن بياري اختفت من ملجأها لمدة خمسة أيام وتبدأ تحقيقًا، حيث تكتشف أن العقل المدبر وراء هذا الاختطاف هو زعيم عصابة مقره دلهي يدعى كاران راستوجي (طاهر راج باسين)، الذي يدير كارتلًا ينطوي على الاتجار بالأطفال والمخدرات. تأخذ شيڤاني المهمة على محمل شخصي، وتتجاوز وظيفتها وواجباتها للقبض على كاران.
تجبر شيڤاني رحمن على الكشف عن أسماء شركاء كاران وتلتقي بساني كاتيال (أنانت فيدهات شارما)، تاجر السيارات الذي يدير أعمال كاران في الاتجار بالبشر في مومباي. يكتشف كاران أن شيڤاني تراقب أنشطة كارتله ويحاول قتل كاتيال لأنه أصبح عبئًا. ومع ذلك، تنقذ شيڤاني كاتيال، ويوافق على مساعدتها في القبض على كاران. عازمة على الإمساك به، تتعقب شيڤاني مساعد كاران، واكيل. كاران، غاضبًا، يتأكد من بيع بياري واغتصابها كل يوم. كتحذير، ينشر أخبارًا كاذبة مفادها أن زوج شيفاني أساء استخدام مهنته كطبيب للتحرش بمريضة، مما تسبب في طرد بيكرام من العمل. ثم يقوم بقطع أحد أصابع بياري ويرسله إلى منزل شيڤاني في صندوق هدايا. وفي هذه الأثناء، يحصل ماتو (أمان أوبال)، الذراع الأيمن لكاران، على عقد لاستضافة حفلة مليئة بالعاهرات من رجل يُدعى تاندون نيابة عن وزير في دلهي، تانيجا جي. يقتل ماتو أيضًا إحدى الفتيات في بيت دعارة كاران بناءً على أوامره عندما تصاب بمرض حمى الضنك، مما يزيد من خوف بياري.
تسافر شيڤاني إلى دلهي وتنصب فخًا يتضمن تجار مخدرات وهميين من نيجيريا، الذين يتظاهرون بتقديم الكوكايين النادر باهظ الثمن القادم من أمريكا الجنوبية إلى كاران وواكيل. وبينما هم يتفاوضون، تدخل شيڤاني مع فريقها. بينما يتمكن كاران من الهروب، يحاول وكيل محو الأدلة عن طريق تدمير بطاقة إس آي إم الخاصة بهاتفه المحمول، ثم ينتحر. تتعقب شيڤاني وزميلها في الفريق المقيم في دلهي بالويندر سينغ سودي خياطًا كان يعرف واكيل لفترة طويلة. يكشف أن عاهرة تدعى مينو راستوجي كانت أقرب شريكة لوكيل. تؤدي تحقيقات شيڤاني المستمرة إلى منزل كاران، حيث تكشف مينو عن نفسها بأنها والدة كاران، وتعطيها مهدئًا.
يتم اختطافها وإحضارها إلى حفلة كاران. هناك، تلتقي شيڤاني مع بياري، حيث تُجبر هي والفتيات الأخريات على العمل كعاهرات. كاران يدعو تانيجا جي ويسمح له باغتصاب شيفاني. لكنها تهرب وتضرب تانيجا بلا رحمة قبل أن تأخذه كرهينة. تواجه شيڤاني الموقف بمفردها، وتجبر كاران على دخول غرفة صغيرة وتنقذ الفتيات. تتحدى كاران لمحاربتها عندما يضايقها لكونها امرأة وتضربه. تشعر أنها قد تهرب من القانون في ظل الفساد الذي يسود الشرطة والنظام القضائي، لذا تقوم بتسليم كاران للفتيات، اللاتي ضربنه حتى الموت. وبعد ذلك، اقتحم سودي والفريق بأكمله المكان وقاموا باعتقال أعضاء عصابة ماتو وتاندون وكاران. وتتعرض مينو أيضًا للهجوم من قبل الفتيات وتصاب بالشلل بسبب الصدمة بينما تنجو تانيجا قبل الحكم عليها بالسجن مدى الحياة.

## الممثلون
- راني موخرجي بدور المفتشة الرئيسية شيفاني شيفاجي روي، ضابطة فرع مكافحة الجريمة في مومباي[7]
- طاهر راج باسين في دور كاران "والت" راستوجي، مجرم ومدمن مخدرات[7]
- جيشو سينجوبتا في دور الدكتور بيكرام روي (زوج شيڤاني)
- أنانت فيدهات شارما في دور صني كاتيال[8]
- بريانكا شارما في دور بياري
- ميخائيل ياوالكار في دور إس آي بالويندر سينغ سودهي[9]
- أفنيت كور في دور ميرا
- أحد علي عامر في دور مينهاس
- ساناند فيرما في دور كابيل
- منى أمبيجاونكار في دور مينو راستوجي، والدة والت
- ماهيكا شارما كضحية
- بيتر موكسكا مانويل في دور مبوسو
- أنيل جورج في دور المحامي المعروف باسم وكيل صاحب، مساعد والت
- صاحب داس مانيكبوري في دور باكيا
- سانجاي تانيجا في منصب رئيس الوزراء تانيجا

## الموسيقى التصويرية
| # | عنوان            | المغني(ون)                   | طول   |
| - | ---------------- | ---------------------------- | ----- |
| 1 | "نشيد المارداني" | سونيدهي تشوهان، فيجاي براكاش | 05:04 |

## روابط خارجية
- مقالات تستعمل روابط فنية بلا صلة مع ويكي بيانات